# Samsung
O Grupo Samsung (ou simplesmente Samsung, estilizado como SΛMSUNG) (em coreano, 삼성 - samsʌŋ) é um conglomerado multinacional sul-coreano com sede na Samsung Town, Seul. Compreende várias empresas afiliadas, a maioria unida sob a marca Samsung, e é o maior chaebol (conglomerado comercial) da Coreia do Sul. 
A Samsung foi fundada por Lee Byung-chul em 1938 como uma trading company. Nas três décadas seguintes, o grupo se diversificou em áreas como processamento de alimentos, têxtil, seguros, valores mobiliários e varejo. A Samsung entrou no setor de eletrônicos no final dos anos 1960 e nos setores de construção e construção naval em meados dos anos 1970; essas áreas impulsionariam seu crescimento subsequente. Após a morte de Lee em 1987, a Samsung foi separada em quatro grupos de negócios - Grupo Samsung, Grupo Shinsegae, Grupo CJ e Grupo Hansol. Desde 1990, a Samsung globalizou cada vez mais suas atividades e eletrônicos; em particular, seus telefones celulares e semicondutores se tornaram sua fonte de renda mais importante. Em 2017, a Samsung possuía o sexto maior valor de marca global.
As indústrias afiliadas notáveis da Samsung incluem a Samsung Electronics (a maior empresa de tecnologia da informação do mundo, fabricante de eletrônicos de consumo e fabricante de chips medida pelas receitas de 2017), a Samsung Heavy Industries (a segunda maior construtora de navios do mundo medida pelas receitas de 2010), a Samsung Engineering e a Samsung C&T (respectivamente as 13ª e 36ª maiores empresas de construção do mundo). Outras subsidiárias notáveis incluem a Samsung Life Insurance (a 14ª maior companhia de seguros de vida do mundo), a Samsung Everland (operadora do Everland Resort, o parque temático mais antigo da Coreia do Sul) e a Cheil Worldwide (a 15ª maior agência de publicidade do mundo, medida pelas receitas de 2012).
A Samsung tem uma poderosa influência no desenvolvimento econômico, político, midiático e cultural da Coreia do Sul e tem sido uma importante força por trás do "Milagre do Rio Han".  Suas empresas afiliadas produzem cerca de um quinto do total de exportações da Coreia do Sul. A receita da Samsung foi igual a 17% do PIB de US$1,082 bilhões da Coreia do Sul.

## Operações
A Samsung compreende cerca de 80 empresas. São extremamente diversificadas, com atividades em áreas incluindo construção, eletrônicos de consumo, serviços financeiros, construção de navios e serviços médicos.
Em abril de 2011, o Grupo Samsung possuía 59 empresas não listadas e 19 empresas listadas no Korea Exchange.

### Samsung Electronics
A Samsung Electronics é uma empresa de tecnologia da informação e de eletrônicos multinacional sediada em Suwon é a empresa principal do Grupo Samsung.Seus produtos incluem ar condicionados, computadores, televisões digitais, displays de cristal líquido (incluindo transístores de película fina (TFTs), telefones móveis, monitores, impressoras, geladeiras, semicondutores e equipamentos de redes de telecomunicação. É a maior fabricante de telefones móveis do mundo por unidades vendidas no primeiro trimestre de 2012, com uma participação no mercado mundial de 25.4%. É também a segunda maior fabricante de semicondutores nas receitas de 2011 (depois da Intel).
A Samsung Electronics está listada na bolsa Korea Exchange (nº 005930).

### Samsung Engineering
A Samsung Engineering é uma empresa multinacional de construção sediada em Seoul. Foi fundada em janeiro de 1969. Sua principal atividade é a construção de plantas de refinarias de petróleo; grandes instalações de petróleo e gás; plantas petroquímicas e de gás; plantas de fabricação de aço; usinas elétricas; usinas de tratamento de água; entre outras infraestruturas. Em 2011 ela atingiu uma receita total de 9.298,2 bilhões de won (US$ 8,06 bilhões).
A Samsung Engineering está listada na bolsa Korea Exchange (nº 02803450).

### Samsung Fire & Marine Insurance
A Samsung Fire & Marine Insurance é uma empresa multinacional de seguros sediada em Seoul. Foi fundada em janeiro de 1952 como Korea Anbo Fire and Marine Insurance e renomeada como Samsung Fire & Marine Insurance em dezembro de 1993.A  Samsung Fire & Marine Insurance serviços incluindo seguros contra acidentes, seguros de automóveis, acidentes, incêndio, responsabilidade, marinho, previdência privada e empréstimos. Em março de 2011 ela tinha operações em 10 países e 6,5 milhões de clientes. A Samsung Fire & Marine Insurance tinha uma receita primária de $11,7 bilhões em 2011 e recursos totais de $28,81 bilhões em 31 de março de 2011. É a maior provedora de seguros gerais da Coreia do Sul. A Samsung Fire está listada na bolsa Korea Exchange desde 1975 (nº 000810).

### Samsung Heavy Industries
A Samsung Heavy Industries é uma empresa de engenharia e construção de navios sediada em Seoul. Foi fundada em agosto de 1974. Seus produtos principais são graneleiros, embarcações container, petroleiros, cruzadores, balsas de passageiros, equipamento de gerenciamento de materiais, além de estruturas de aço e pontes. Atingiu receita total de 13.358,6 bilhões de won em 2011 e é a segunda maior fabricante de navios por receitas (depois da Hyundai Heavy Industries).
A Samsung Heavy Industries está listada na bolsa Korea Exchange (nº 010140).

### Samsung Life Insurance
A Samsung Life Insurance Co., Ltd. é uma empresa multinacional de seguros de vida sediada em Seoul. Foi fundada em 1957 como Dongbang Life Insurance e se tornou subsidiária do Grupo Samsung em julho de 1963.A principal atividade da Samsung Life é o fornecimento de seguros de vida e produtos e serviços de anuidade.  Em dezembro de 2011 ela operava em 7 países, tinha 8,08 milhões de clientes e 5.975 de funcionários. O total de vendas da Samsung Life foi 22.717 bilhões de won em 2011 e recursos totais de 161.072 bilhões de won em 31 de dezembro de 2011. É a maior fornecedora de seguros de vida da Coreia do Sul.
A Samsung Life Insurance está listada na bolsa Korea Exchange (nº 032830).